# Russell (Massachusetts)
Russell es un municipio situado en el condado de Hampden, Massachusetts, Estados Unidos. Tiene una población estimada, a mediados de 2023, de 1627 habitantes.

## Geografía
La localidad está ubicada en las coordenadas 42°09′41″N 72°51′14″O / 42.16139, -72.85389 (42.161251, -72.853806). Según la Oficina del Censo, tiene una superficie total de 46.4 km², de los cuales 45.3 km² corresponden a tierra firme y 1.1 km² están cubiertos de agua.

## Demografía
Según el censo de 2020, en ese momento había 1643 personas residiendo en la localidad. La densidad de población era de 36 hab./km². El 93.30% de los habitantes eran blancos, el 0.91% eran afroamericanos, el 0.37% eran amerindios, el 0.18% eran asiáticos, el 0.55% eran de otras razas y el 4.69% eran de una mezcla de razas. Del total de la población, el 3.65% eran hispanos o latinos de cualquier raza.